# ČSD ES 499.0 sorozat
A ČSD ES 499.0 sorozat majd később ŽSSK 350 sorozat (magyar becenevén Gorilla) egy csehszlovák kétáramnemű villamosmozdony-sorozat, jelenleg a Szlovák Vasút állományában.

## Története
Csehszlovákia megalakulásakor két vasútvonal volt villamosítva 1500 V egyenárammal. Ugyanilyen rendszerrel 1927-ben készült el a prágai összekötő vonalak villamosítása. A fejlesztés azonban csak a második világháború után vett lendületet. Ekkor már 3000 V egyenáramú rendszert használták, 1962-től a prágai vonalakon is áttértek erre a rendszerre. Az egyenáramú vontatás hátrányai miatt azonban a Prága – Pozsony – Budapest vasútvonal villamosításánál már a Magyarországon is használatos 25 kV 50 Hz váltakozó áramú rendszerrel villamosították. Az eltérő villamos-rendszerek miatt azonban mozdonycseréket kellett végrehajtani, amely a menetidőt és a költségeket egyaránt megnövelte. A forgalom gyorsítása érdekében a ČSD (Csehszlovák Vasút) 1969-ben rendelte meg a Škoda Plzeň gyártól a kétáramrendszerű villamos mozdonyok kifejlesztését.
A prototípus mozdonyok 1973-ban készültek el, ES499.0001 és ES499.0002 pályaszámmal.
Az ES499.0001-es mozdony 1974. április 3-án tett műtanrendőri hatósági vizsgát a cerhenicei Vasúti Kutatóintézet (VKI) próbapályáján (13 km hosszú ovális pálya, amelyet 3000 V egyen, 25 kV váltakozóárammal is lehet táplálni). Itt a mozdony mindkét áramrendszerben 180 km/h sebességet ért el. A sikeres gyári próbák után következtek a gyakorlati tesztelések. A mozdonyt Kutna Horába (feszültséghatár a 3 kV egyen, és a 25 kV váltakozó feszültség között) vitték, ahol a fázishatárok közötti átmeneteket próbálták.
1974. április 8-án továbbította az első személyvonatpárt Pozsony és Párkány állomások között, majd másnaptól Pozsony és Prága között közlekedett a Slovenska Strela nevű expresszvonattal. A mozdony mögött mérőkocsi is be volt sorozva, melyben a Škoda gyár és a VKI mérnökei végeztek méréseket a menetrendszerű vontatás alatt. A különböző próbautak 1975. május 16-ig tartottak, aznap a VKI próbapályáján a gép újabb sikeres hatósági vizsgát tett, majd a pozsonyi vontatási telep tulajdona lett.
Míg az ES499.0001 mozdony főleg a menetrendszerű forgalomban lett kipróbálva, addig az ES499.0002 mozdony kizárólag a VKI próbapályáján üzemelt, majd 1975 januárjában Cerhenicében hatósági vizsgát tett, ami alatt 176 km/h sebességet ért el mindkét feszültségrendszer alatt. A hatósági vizsga után ez a mozdony is Pozsonyba lett állomásítva.
A mozdonyokat RUBOS típusú műanyag féktuskókkal látták el és mivel ezeket akkoriban fejlesztették ki, a mozdonyok gépmenetben csak VKI mérnökei jelenlétében, vagy csak próbautak alkalmával lezárt pályán közlekedhettek. Más esetekben a mozdonyokat vontatni kellett, vagy legalább egy kocsit utánuk kellett akasztani.
1975-ben még 18 db mozdony készült, melyek az ES499.0003 – ES499.0020 pályaszámokat kapták. A mozdonyok 160 km/h sebességre voltak áttételezve, de a vizsgákon csak 132 km/h-t kellett teljesíteni, mert akkor a ČSD vonalain a legnagyobb engedélyezett sebesség 120 km/h volt.

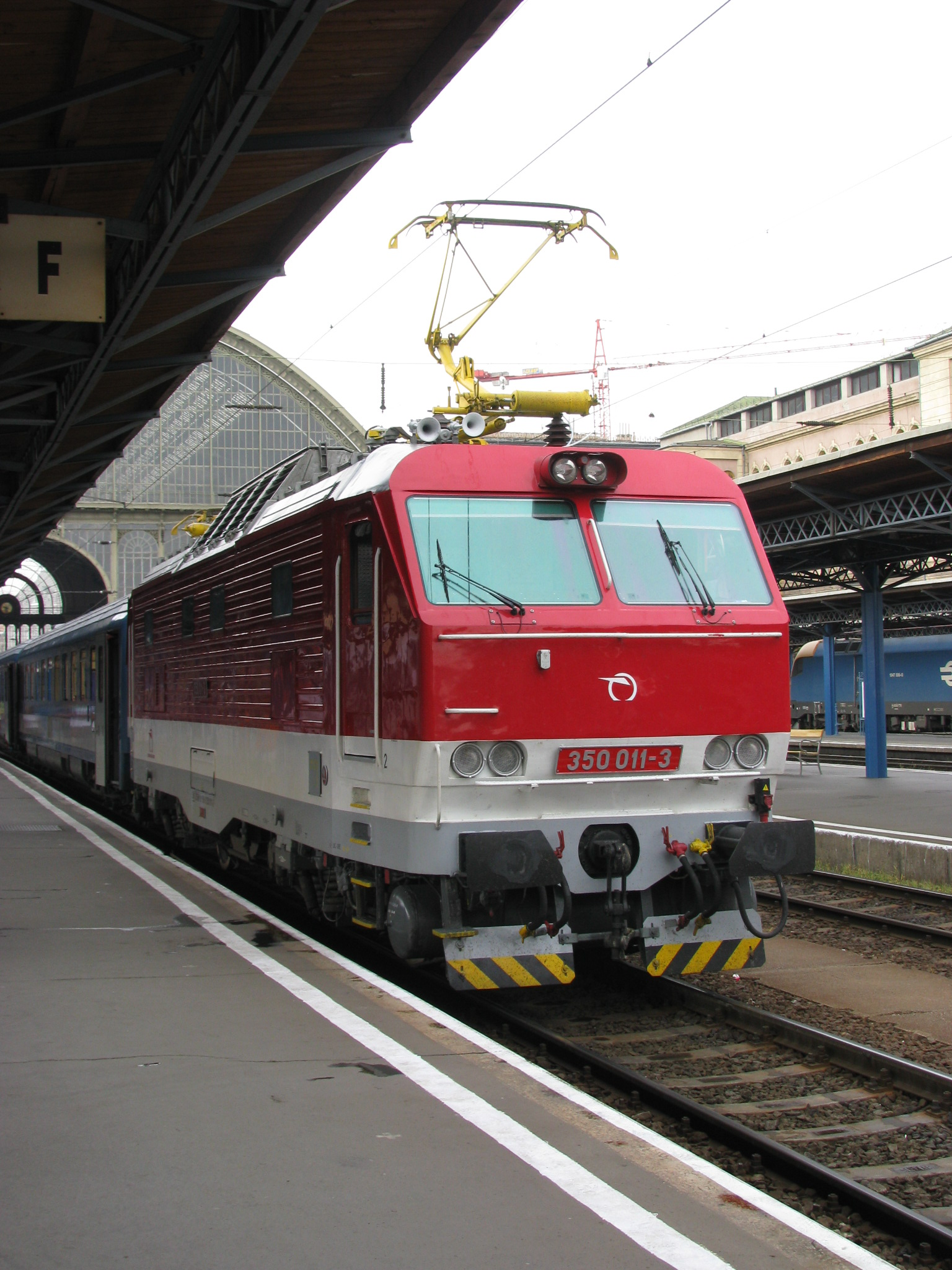
Gorilla a Hungária EC-vel a Keleti pályaudvaron

1975. december 4-én engedélyezték, hogy a mozdonyok Budapestig közlekedhessenek. A MÁV 100 km/h sebességet engedett a nyílt pályán, 40 km/h-t kitérőben, gyengébb felépítményű fővágányokon 20 km/h-val mehettek a nagy tengelynyomás (22,6 t) miatt.
Az első években rengeteg üzemzavar lépett fel. A javítások sok évbe tellettek, mert a gyár sokszor nem ismerte el felelősségét a hibákért. A Škoda a ČSD-t okolta a mozdonyok tönkremeneteléért, és azzal érvelt, hogy arra a rengeteg futott kilométerre, amit a mozdonyok futnak, elenyésző a hibák száma. Voltak olyan időszakok amikor a mozdonyok 1200 km körüli napi teljesítménnyel futottak. Ez főleg az 1980-as évekre volt jellemző.
Az ES499.0 sorozatú mozdonyok mindegyike a pozsonyi vontatási telephez lett állomásítva. Ebből a típusból 20 db készült, de két gép (az ES499.0010 1977-ben, és az ES499.0009 mint 350 009 1989-ben) baleset miatt selejtezve lett.
Sokáig ez a típus volt a csehszlovák vasút legnagyobb teljesítményű, leggyorsabb és a legerősebb villamosfékkel rendelkező mozdonya, így ezeket a mozdonyokat használták az új próbamozdonyok tesztelésénél, mint fék, vagy vontatómozdony. Leggyakrabban a 350 008-9 pályaszámú mozdonyt használták ilyen célú munkára, mert erre a gépre szerelték fel azokat a csatlakozókat, amelyekkel össze lehet kötni a mérőkocsi adatrögzítő műszereivel.
Hasonló kivitelű, de transzformátort és a váltakozóáramú részeket nem tartalmazó mozdonyok készültek a 3 kV egyenfeszültségű rendszerhez 1978-ban. A mozdonyok az E499.2 pályaszámot kapták. Ezek jelenleg a Cseh Vasút ČD 150 és ČD 151 sorozatú mozdonyai. A 151-es sorozatú mozdonyok a 150-es sorozat 160 km/h-ra feljavított változatai. 2008 óta egyes 150-es mozdonyokat 150.2 sorozatként, 140 km/h sebességre alakították át.